# On Thanksgiving Day
On Thanksgiving Day est un film muet américain réalisé par Francis Boggs et sorti en 1908.

## Résumé
A Newtown dans le Connecticut, deux frères et employés de banque, Roy Edmond et Jack Thornton, vont connaitre deux destins différents diamétralement diiférents.

## Fiche technique
- Réalisation : Francis Boggs
- Production : William Nicholas Selig
- Distribution : Selig Polyscope Company
- Date de sortie :
  - États-Unis : 26 novembre 1908

## Distribution
- Hobart Bosworth
- Kathlyn Williams